# طفولة غير موطنة
طفولة غير موطنة مذكرات النمو العالمي هو كتاب مذكرات الأشخاص الذين نشأوا في بلدان متعددة، أو ينتقلون بشكل متكرر بين المناطق البعيدة داخل نفس البلد، والمعروف أيضًا باسم أطفال الثقافة الثالثة، ويتم تحريره من قبل فيث ايدس ونينا سيشل. يوثق الحياة (بما في ذلك التحديات الفريدة، ومشاعر الاختلاف/الخارجية، والهدايا) للنشأة في العديد من الدول والثقافات والمناطق اللغوية، من خلال نسج المذكرات الفردية لكتاب بارزين وكاتبين غير معروفين أيضًا، وتشمل الشخصيات البارزة ايدس، سيشل، إيزابيل أليندي، ماري أرانا، بات كونروي، بيكو إيير، وكثيرين غيرهم في كتاب واحد. تم نشره في عام 2003.

## المؤلفين الأساسيين
فيث ايدس هي كاتبة ومؤلفة حائزة على جوائز. وقد ترعرعت لجائزة كنجسبري ورشحت لجائزة بيلويثر، وترعرعت في الكونغو/ زائير، وكندا، والولايات المتحدة. نينا سيشيل، وولدت في الولايات المتحدة ونشأت في فنزويلا، وهي كاتبة ومحررة سابقة ومدرسة اللغة الإنجليزية كلغة ثانية.